# 7 octobre en sport
7 septembre 7 novembre
Chronologies thématiques
- Croisades
- Ferroviaires
- Disney

Le 7 octobre (280e jour de l'année ou le 281e en cas d'année bissextile) en sport.

## Événements

### XIXesiècle
- 1882 :
  - (Baseball) : Le champion de la Ligue nationale (Chicago White Stockings) bat le champion de l'Association américaine (Cincinnati Red Stockings), 2-0. La suite de la série de cinq matchs est annulée.

### XXesièclede1901à1950
- 1917 :
  - (Football) : lancement de la Coupe de France. Tour préliminaire de la première édition.

### XXesièclede1951à2000
- 1962 :
  - (Formule 1) : Grand Prix automobile des États-Unis.
- 1964 :
  - (Automobile) : à Bonneville Salt Flats, Art Arfons établit un nouveau record de vitesse terrestre : 665,231 km/h.
- 1973 :
  - (Formule 1) : Grand Prix automobile des États-Unis.
- 1978 :
  - (Rallye automobile) : arrivée du Rallye Sanremo.
  - (Rallye automobile) : arrivée du Tour d'Italie automobile.
- 1979 :
  - (Formule 1) : Grand Prix automobile de la côte Est des États-Unis.
  - (Rallye automobile) : arrivée du Rallye Sanremo.
- 1984 :
  - (Formule 1) : Grand Prix automobile d'Europe.

### XXIesiècle
- 2007 :
  - (Formule 1) : Grand Prix de Chine.
- 2016 :
  - (Football /Coupe du monde de football) : 2e partie de la 2e journée des Éliminatoires de la Coupe du monde de football 2018 de la zone Europe.
- 2020 :
  - (Cyclisme sur route /Tour d'Italie) : sur la 5e étape du Tour d'Italie qui se déroule entre Mileto et Camigliatello Silano, sur une distance de 225 km, victoire de l'Italien Filippo Ganna. Le Portugais João Almeida conserve le maillot rose.

## Naissances

### XIXesiècle
- 1851 :
  - Alexander Bonsor, footballeur anglais. (2 sélections en équipe nationale). († 17 août 1907).
- 1868 :
  - Fred Hovey, joueur de tennis américain. Vainqueur de l'US Open 1895. († 18 octobre 1945).
- 1877 :
  - Gustave Pasquier, cycliste sur route français. († 6 avril 1965).
- 1885 :
  - Nils Hellsten, gymnaste suédois. Champion olympique du concours par équipes aux Jeux de Londres 1908. († 14 novembre 1963).
- 1889 :
  - Fanny Durack, nageuse australienne. Championne olympique du 100 m nage libre aux Jeux de Stockholm 1912. († 21 mars 1956).
- 1894 :
  - Tom Bromilow, footballeur anglais. (5 sélections en équipe nationale). († 4 mars 1959).

### XXesièclede1901à1950
- 1904 :
  - Armando Castellazzi, footballeur puis entraîneur italien. Champion du monde de football 1934. (3 sélections en équipe nationale). († 4 janvier 1968).
- 1912 :
  - Peter Walker, pilote de courses automobile britannique. Vainqueur des 24 Heures du Mans 1951. († 1er mars 1984).
- 1920 :
  - Jack Rowley, footballeur puis entraîneur anglais. (6 sélections en équipe nationale). († 28 juin 1998).
- 1921 :
  - Raymond Goethals, entraîneur de football belge. Vainqueur de la Coupe d'Europe des vainqueurs de coupe 1978 et de la Ligue des champions 1993. († 6 décembre 2004).
- 1930 :
  - Jean Forestier, cycliste sur route français. Vainqueur des Tours de Romandie 1954 et 1957, de Paris-Roubaix 1955 et du Tour des Flandres 1956.
- 1931 :
  - Cotton Fitzsimmons, entraîneur de basket-ball américain. († 24 juillet 2004).
- 1934 :
  - Jean-Claude Briavoine, pilote de courses automobile de rallyes-raid français.
- 1938 :
  - Ann Haydon-Jones, joueuse de tennis et pongiste britannique. Victorieuse des tournois de Roland Garros 1961 et 1966 et du Tournoi de Wimbledon 1969. Médaillé d'argent aux championnats du monde de tennis de table double mixte 1957.
- 1945 :
  - Jean-Luc Thérier, pilote de courses automobile de rallyes français.
- 1946 :
  - John Brass, joueur de rugby à XV et de rugby à XIII australien. (12 sélections avec l'équipe nationale de rugby à XV et 3 avec l'équipe de rugby à XIII).
- 1947 :
  - Chris Bambridge, arbitre de football australien.

### XXesièclede1951à2000
- 1952 :
  - Jacques Richard, hockeyeur sur glace canadien. († 8 octobre 2002).
  - Ludmilla Tourischeva, gymnaste soviétique puis ukrainienne. Championne olympique du concours général par équipes aux Jeux de Mexico 1968, championne olympique du concours général individuel et par équipes, médaillée d'argent du sol et de bronze du saut de cheval aux Jeux de Munich 1972 puis championne olympique du concours général par équipes, médaillée d'argent du saut de cheval et du sol puis médaillée de bronze du concours général individuel aux Jeux de Montréal 1976. Championne du monde de gymnastique du concours général individuel, par équipes et du sol 1970 puis championne du monde de gymnastique du concours général individuel, par équipes, de la poutre et du sol 1974. Championne d'Europe de gymnastique du concours général individuel, du saut de cheval et du sol 1971 puis championne d'Europe de gymnastique du concours général individuel, du saut de cheval, de la poutre et du sol 1973.
- 1956 :
  - Steve Bainbridge, joueur de rugby à XV anglais. (18 sélections en équipe nationale).
  - Brian Sutter, hockeyeur sur glace puis entraîneur canadien.
- 1957 :
  - Gregor Beugnot, basketteur et entraîneur français. Vainqueur de la Coupe Saporta 1988. (54 sélections en équipe de France).
  - Jayne Torvill, patineuse de danse sur glace américaine. Championne olympique aux Jeux de Sarajevo 1984 puis médaillée de bronze aux Jeux de Lillehammer 1994. Championne du monde de patinage artistique de danse sur glace 1981, 1982, 1983 et 1984. Championne d'Europe de patinage artistique de danse sur glace 1981, 1982, 1984 et 1994.
- 1958 :
  - Julio Alberto, footballeur espagnol (34 sélections en équipe nationale).
  - Roger Ruud, sauteur à ski norvégien.
- 1961 :
  - Marc Bella, patineur de vitesse sur piste courte français. Champion du monde de patinage de vitesse sur piste courte du 500 m 1980.
  - Tony Sparano, joueur de foot U.S. puis entraîneur américain.
- 1964 :
  - Andreas Ogris, footballeur puis entraîneur autrichien. (63 sélections en équipe nationale).
  - Paul Stewart, footballeur anglais. (3 sélections en équipe nationale).
- 1965 :
  - Marco Apicella, pilote de courses automobile italien.
- 1966 :
  - Vincenzo Sospiri, pilote de courses automobile italien.
- 1970 :
  - Harold Ellis, joueur puis entraîneur de basket-ball américain.
- 1973 :
  - Nelson de Jesus Silva, footballeur brésilien. Médaillé de bronze aux Jeux d'Atlanta 1996. Champion du monde de football 2002. Vainqueur de la Copa América 1999, des Ligue des champions 2003 et 2007. (91 sélections en équipe nationale).
- 1976 :
  - Marc Coma, pilote de moto de rallye-raid espagnol. Vainqueur du Rallye Dakar 2006, 2009 et 2011.
  - Gilberto Silva, footballeur brésilien. Champion du monde de football 2002. Vainqueur de la Copa América 2007. (93 sélections en équipe nationale).
  - Santiago Solari, footballeur argentin. Vainqueur de la Ligue des champions 2002. (11 sélections en équipe nationale).
- 1977 :
  - Joachim Ekanga-Ehawa, basketteur franco-camerounais.
- 1980 :
  - Matthieu Chalmé, footballeur puis entraîneur français.
  - Romain Duguet, cavalier de sauts d'obstacles franco-suisse.
  - Jean-Marc Gaillard, skieur de fond français. Médaillé de bronze du relais 4 × 10 km aux Jeux de Sotchi 2014 et aux Jeux de Pyeongchang 2018.
  - Pantxi Sirieix, footballeur français.
- 1982 :
  - Jermain Defoe, footballeur anglais. (57 sélections en équipe nationale).
  - Robby Ginepri, joueur de tennis américain.
- 1983 :
  - Moses Sonko, basketteur gambien.
- 1985 :
  - Jonathan Tabu, basketteur belge. (46 sélections en équipe nationale).
- 1986 :
  - A. J. Price, basketteur américain.
- 1987 :
  - Gorka Izagirre, cycliste sur route espagnol.
  - Damion James, basketteur américain.
  - Cian Healy, joueur de rugby à XV irlandais. Vainqueur du Tournoi des Six Nations 2014 et 2015, du Grand Chelem 2018 puis des Coupe d'Europe de rugby 2009, 2011, 2012 et 2018. (92 sélections en équipe nationale).
  - James McArthur, footballeur écossais. (28 sélections en équipe nationale).
  - Matthieu Péché, céiste français. Médaillé de bronze du C2 aux Jeux de Rio 2016. Champion du monde de slalom (canoë-kayak) par équipes 2010, 2011, 2014 et 2015 puis  en C2 et par équipes 2017.
  - Sam Querrey, joueur de tennis américain.
- 1988 :
  - Diego Costa, footballeur brésilio-espagnol. Vainqueur de la Ligue Europa 2018. (2 sélections avec l'équipe du Brésil et 24 avec l'équipe d'Espagne).
  - Sebastiaan Verschuren, nageur néerlandais. Champion d'Europe de natation du 200 m nage libre, du relais 4 × 100 m nage libre mixte et du relais 4 × 200 m nage libre 2016.
- 1989 :
  - Kilian Le Blouch, judoka français, médaillé européen en 2019 et champion olympique par équipe en 2021.
  - Valentin Verga, hockeyeur sur gazon néerlandais. Médaillé d'argent aux Jeux de Londres 2012. Champion d'Europe de hockey sur gazon masculin 2017.
- 1991 :
  - Adam Coleman, joueur de rugby à XV australien puis tongien. (38 sélections avec l'équipe d'Australie).
- 1992 :
  - Will Cummings, basketteur américain.
  - Jonathan Danty, joueur de rugby à XV français. Vainqueur du Challenge européen 2017. (4 sélections en équipe de France).
  - John Jordan, basketteur américain.
- 1993 :
  - Lucas Pazat, céiste français. Champion du monde de canoë-kayak en descente en C2 par équipes et médaillé de bronze en double 2018 puis champion du monde en C2 par équipes 2019
  - Nik Stauskas, basketteur canado-lituanien.
- 1994 :
  - Benjamin Mendez, basketteur français.
- 1995 :
  - Mathias Dyngeland, footballeur norvégien.
  - Slađana Mirković, volleyeuse serbe. Médaillée de bronze aux Jeux de Tokyo 2020. Championne d'Europe féminine de volley-ball 2017 et 2019. (51 sélections en équipe nationale).
- 1996 :
  - Guglielmo Vicario, footballeur italien.
- 1998 :
  - Trent Alexander-Arnold, footballeur anglais. (17 sélections en équipe nationale).
  - Ondřej Lingr, footballeur tchèque.
  - Nicola Venchiarutti, cycliste sur route italien.
- 1999 :
  - Nicolas Beaudin, hockeyeur sur glace canadien. (9 sélections en équipe nationale).
  - Mads Kikkenborg, footballeur danois
- 2000 :
  - Amadou Dante, footballeur malien.
  - Oumaima El Bouchti, taekwondoïste marocaine. Championne d'Afrique de taekwondo des -51kg 2018.

### XXIesiècle
- 2002 :
  - Joaquín Panichelli, footballeur argentin.
- 2004 :
  - Marion Bunel, cycliste sur route française.
  - Léo Carbonneau, joueur français de rugby à XV. Champion du monde junior de rugby à XV 2023.
- 2005 :
  - Elías Montiel, footballeur mexicain.

## Décès

### XIXesiècle
- 1845
  - John Jackson, 76 ans, boxeur anglais. (° 25 septembre 1769).

### XXesièclede1901à1950
- 1925 :
  - Christy Mathewson, 45 ans, joueur de baseball américain. (° 12 août 1880).
- 1931 :
  - Jacques Cariou, 61 ans, cavalier français. Champion olympique du saut d'obstacles, médaillé d'argent par équipes et de bronze du concours complet en individuel aux Jeux de Stockholm 1912. (° 23 septembre 1870).
  - Eugen Schmidt, 69 ans, tireur à la corde danois. Champion olympique aux Jeux de Paris 1900. (° 17 février 1862).
- 1935 :
  - George Ramsay, 80 ans, footballeur puis entraîneur écossais. (° 1er mars 1855).

### XXesièclede1951à2000
- 1943 :
  - Archibald Warden, 74 ans, joueur de tennis britannique. Médaillé de bronze du double mixte aux Jeux de Paris 1900. (° 11 mai 1869).
- 1953 :
  - Émile Bouhours, 83 ans, cycliste sur route français. Vainqueur de Paris-Roubaix 1900. (° 3 juin 1870).
- 1955 :
  - Rodolphe William Seeldrayers, 78 ans, sportif et dirigeant sportif belge. Président de la FIFA de 1954 à 1955. (° 16 décembre 1876).
- 1956 :
  - Benoît Musy, 38 ans, pilote de courses automobile et de moto suisse. (° 13 décembre 1917).
- 1962 :
  - Henri Oreiller, 36 ans, skieur alpin et pilote de courses automobile français. Champion olympique de la descente et du combiné, puis médaillé de bronze du slalom aux Jeux de Saint-Moritz 1948. (° 5 décembre 1925).
- 1969 :
  - Léon Scieur, 81 ans, cycliste sur route belge. Vainqueur du Tour de France 1921 et Liège-Bastogne-Liège 1920. (° 19 mars 1888).
- 1991 :
  - Leo Durocher, 86 ans, joueur de baseball puis directeur sportif américain. (° 27 juillet 1905).

### XXIesiècle
- 2002 :
  - Marcel Paillé, 69 ans, hockeyeur sur glace canadien. (° 8 décembre 1932).
- 2004 :
  - Oscar Heisserer, 90 ans, footballeur puis entraîneur français. (25 sélections en équipe de France). (° 18 juillet 1914).
  - Tony Lanfranchi, 69 ans, pilote de course automobile d'endurance britannique. (° 25 juin 1935).
- 2007 :
  - Norifumi Abe, 32 ans, pilote de vitesse moto japonais. (3 victoires en Grand Prix). (° 7 septembre 1975).
  - Peter Nöcker, 79 ans, pilote de courses automobile allemand. (° 30 avril 1928).
- 2009 :
  - Jean Sage, 69 ans, pilote de courses automobile puis dirigeant sportif franco-suisse. (° 5 juillet 1940).
- 2011 :
  - Léon Berho, 79 ans, joueur de rugby à XV français. (° 4 juin 1932).
- 2015 :
  - Dominique Dropsy, 63 ans, footballeur français. (17 sélections en équipe de France). (° 9 décembre 1951).
  - Harry Gallatin, 88 ans, basketteur puis entraîneur américain. (° 26 avril 1927).